# Ted de Corsia
Ted de Corsia (parfois crédité Ted De Corsia ou Ted DeCorsia) est un acteur américain, de son nom complet Edward Gildea De Corsia, né à New York — Circonscription de Brooklyn — (État de New York, États-Unis) le 29 septembre 1903, mort à Los Angeles — Quartier d'Encino — (Californie, États-Unis) le 11 avril 1973.

## Biographie
Ted de Corsia débute au cinéma en 1947, dans La Dame de Shanghai d'Orson Welles, avec Rita Hayworth. S'il apparaît dans de nombreux westerns, il s'illustre également dans d'autres genres, tels le film musical L'Étranger au paradis (Kismet) ou le film noir L'Ultime Razzia (1956). En tout, il participe à une soixantaine de films, majoritairement américains ; son dernier, en 1972, est une coproduction franco-italo-américaine, Un homme est mort de Jacques Deray, avec Jean-Louis Trintignant, Ann-Margret et Angie Dickinson.
À la télévision, il contribue à un téléfilm en 1960 et, surtout, à plusieurs séries (notamment dans le genre du western), de 1953 à 1972.
Au théâtre (où il se produit en tournées, avant de commencer sa carrière au cinéma), Ted de Corsia joue à Broadway dans deux pièces, en 1929 et 1935.
Il meurt à son domicile de Los Angeles, à 69 ans, le 11 avril 1973, victime d'une crise cardiaque.

## Filmographie partielle

### Au cinéma
- 1947 : La Dame de Shanghai (The Lady from Shanghai) d'Orson Welles
- 1948 : La Cité sans voiles (The Naked City) de Jules Dassin
- 1949 : The Life of Riley (en) d'Irving Brecher (en)
- 1949 : Faux Jeu (It Happens Every Spring) de Lloyd Bacon
- 1949 : La Fille de Neptune (Neptune's Daughter) d'Edward Buzzell
- 1949 : Cinq Millions dans une poubelle (Mr. Soft Touch) de Gordon Douglas et Henry Levin
- 1950 : Le Convoi maudit (The Outriders) de Roy Rowland
- 1950 : Cargo to Capetown (en) de Earl McEvoy
- 1950 : Secrets de femmes ou Les Trois Secrets (Three Secrets) de Robert Wise
- 1951 : La Femme à abattre (The Enforcer) de Bretaigne Windust et Raoul Walsh
- 1951 : La Vallée de la vengeance (Vengeance Valley) de Richard Thorpe
- 1951 : Une place au soleil (A Place in the Sun) de George Stevens
- 1951 : New Mexico (en) d'Irving Reis
- 1951 : Crazy Over Horses (en) de William Beaudine
- 1951 : Inside the walls of Folsom Prison (en) de Crane Wilbur
- 1952 : Les évasions du capitaine Blood (en) (Captain Pirate) de Ralph Murphy
- 1952 : Le Cran d'arrêt (The Turning Point) de William Dieterle

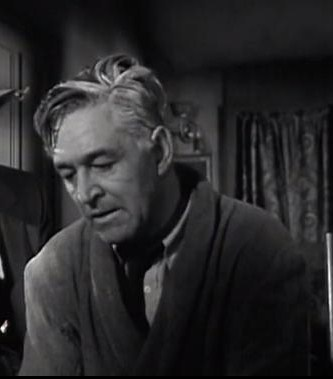
Dans Association criminelle (1955)

- 1952 : Le Fils de Géronimo (The Savage) de George Marshall
- 1953 : J'ai vécu deux fois (en) (Man in the Dark) de Lew Landers
- 1953 : Vaquero (en) (Ride, Vaquero !) de John Farrow
- 1953 : Hot News (en) d'Edward Bernds
- 1953 : Chasse au gang (Crime Wave) d'André de Toth
- 1954 : Vingt Mille Lieues sous les mers (20,000 Leagues under the Sea) de Richard Fleischer
- 1955 : Association criminelle (The Big Combo) de Joseph H. Lewis
- 1955 : L'Homme au fusil (Man with the Gun) de Richard Wilson
- 1955 : L'Étranger au paradis (Kismet) de Vincente Minnelli et Stanley Donen
- 1956 : Deux Rouquines dans la bagarre (Slighty Scarlet) d'Allan Dwan
- 1956 : Le Conquérant (The Conqueror) de Dick Powell
- 1956 : L'Ultime Razzia (The Killing) de Stanley Kubrick
- 1956 : Les Dernières Heures d'un bandit (en) (Showdown at Abilene) de Charles Haas
- 1956 : Deux nigauds dans le pétrin (en) (Dance with me, Henry) de Charles Barton
- 1956 : L'Attaque du Fort Douglas (Mohawk) de Kurt Neumann
- 1957 : Rendez-vous avec une ombre (The Midnight Story) de Joseph Pevney
- 1957 : Règlements de comptes à O.K. Corral (Gunfight at the O.K. Corral) de John Sturges
- 1957 : The Lawless Eighties (en) de Joseph Kane
- 1957 : Le Pantin brisé (The Joker is Wild) de Charles Vidor
- 1957 : L'Ennemi public (Baby Face Nelson) de Don Siegel
- 1957 : Man on the Prowl (en) d'Art Napoleon
- 1958 : Handle with Care (en) de David Friedkin (en)
- 1958 : L'Île enchantée (Enchanted Island) d'Allan Dwan
- 1958 : Les Boucaniers (The Buccaneer) d'Anthony Quinn
- 1959 : Inside the Mafia (en) de Edward L. Cahn
- 1960 : Spartacus de Stanley Kubrick
- 1960 : Du haut de la terrasse (From the Terrace) de Mark Robson
- 1960 : Noose for a Gunman (en) de Edward L. Cahn
- 1960 : Oklahoma Territory (en) d'Edward L. Cahn
- 1961 : The Crimebusters (en) de Boris Sagal
- 1962 : L'Increvable Jerry (it'$ only Money) de Frank Tashlin
- 1964 : La Flèche sanglante (en) (Blood on the Arrow) de Sidney Salkow
- 1964 : Feu sans sommation (The Quick Gun) de Sidney Salkow
- 1965 : Piège au grisbi (The Money Trap) de Burt Kennedy
- 1966 : Nevada Smith d'Henry Hathaway
- 1967 : Le Pirate du roi (The King's Pirate) de Don Weis
- 1968 : Cinq Cartes à abattre (5 Card Stud) d'Henry Hathaway
- 1970 : The Delta Factor (en) de Tay Garnett
- 1972 : Un homme est mort de Jacques Deray

### À la télévision (séries)
- 1956 : La Flèche brisée (The Broken Arrow)
  - Saison 1, épisode 1 The Mail Riders d'Alvin Ganzer, et épisode 2 Battle at Apache Pass de Richard L. Bare
- 1958 : Première série Mike Hammer
  - Saison 1, épisode 8 Death takes an Encore
- 1958 : Zorro
  - Saison 1, épisode 30 Zorro allume la mèche (Zorro lights a Fuse) de Charles Barton
- 1958 : L'Homme à la carabine (The Rifleman)
  - Saison 1, épisode 12 Young Englishman
- 1959 : Bonne chance M. Lucky (Mr. Lucky)
  - Saison unique, épisode 7 The Gordon Caper
- 1959-1960 : Au nom de la loi (Wanted : Dead or Alive)
  - Saison 2, épisode 15 Chain Gang (1959)
  - Saison 3, épisode 10 Le Charlatan (The Medicine Man, 1960) de Richard Donner
- 1959-1961 : Alfred Hitchcock présente (Alfred Hitchcock presents)
  - Saison 5, épisode 9 Poids mort (Dead Weight, 1959) de Stuart Rosenberg
  - Saison 7, épisode 7 You can't be a Little Girl all your Life (1961) de Norman Lloyd
- 1959-1962 : Première série Les Incorruptibles (The Untouchables)
  - Saison 1, épisode 5 L'Amuseur (Ain't we got fun ?, 1959)
  - Saison 4, épisode 9 L'École de la mort (Come and kill me, 1962)
- 1959-1964 : La Quatrième Dimension (The Twilight Zone)
  - Saison 1, épisode 4 : Du succès au déclin (The Sixteen Millimeter Shrine, 1959) de Mitchell Leisen : Marty Sall
  - Saison 5, épisode 33 Automatisation (The Brain Center at Whipple's, 1964) de Richard Donner : Foreman Dickerson
- 1960 : Johnny Staccato
  - Saison unique, épisode 22 Les Voix de la terreur (An Act of Terror) de John Brahm
- 1960 : Peter Gunn
  - Saison 3, épisode 1 The Passenger
- 1960-1961 : Laramie
  - Saison 1, épisode 27 The Protectors de Lesley Selander
  - Saison 3, épisode 3 Siege at Jubilee de Lesley Selander
- 1960-1964 : Rawhide
  - Saison 2, épisode 23 Incident of the Stargazer (1960)
  - Saison 3, épisode 24 Incident of the Lost Idol (1961) de Ted Post
  - Saison 4, épisode 29 The Devil and the Deep Blue (1962)
  - Saison 5, épisode 2 Incident of the Portrait (1962) de Ted Post, et épisode 24 Incident of the Clown (1963) de Don McDougall
  - Saison 6, épisode 31 Incident of the Peyote Cup
- 1961 : Aventures dans les îles (Adventures in Paradise)
  - Saison 3, épisode 1 Rendez-vous à Tara-Bi (Appointment at Tara-Bi)
- 1962-1966 : Gunsmoke ou Police des plaines (Gunsmoke ou Marshal Dillon)
  - Saison 7, épisode 21 He learned about Women (1962) de Tay Garnett
  - Saison 11, épisode 28 By Line (1966)
- 1963-1964 : Première série Au-delà du réel (The Outer Limits)
  - Saison 1, épisode 11 Du fond de l'enfer (It crawled out the Woodwork, 1963)
  - Saison 2, épisodes 10 et 11 Les Héritiers, 1re et 2e parties (The Inheritors, Parts I & II, 1964) de James Goldstone
- 1964 : Suspicion (The Alfred Hitchcock Hour)
  - Saison 2, épisode 13 The Magic Shop de Robert Stevens
- 1964 : Le Jeune Docteur Kildare (Doctor Kildare)
  - Saison 3, épisode 22 Why won't anybody listen ?
- 1964-1966 : Première série Perry Mason
  - Saison 7, épisode 28 The Case of the Drifting Dropout (1964)
  - Saison 8, épisode 10 The Case of the Reckless Rockhound (1964)
  - Saison 9, épisode 28 The Case of the Positive Negative (1966)
- 1965 : Voyage au fond des mers (Voyage at the Bottom of the Sea)
  - Saison 1, épisode 23 L'Ordinateur humain (The Human Computer) de James Goldstone
- 1965-1969 : Daniel Boone
  - Saison 1, épisodes 25 et 26 Cain's Birthday, Parts I & II (1965)
  - Saison 5, épisode 24 For a Few Rifles (1969) de John Newland
  - Saison 6, épisode 12 Hannah comes Home (1969) de Fess Parker
- 1961 : Les Aventuriers du Far West (Death Valley Days)
  - Saison 14, épisode 20 Crullers at Sundown !
- 1966 : Des agents très spéciaux (The Man from U.N.C.L.E.)
  - Saison 2, épisode 30 Bombe sur l'Oklahoma (The Indian Affairs Affair) d'Alf Kjellin
- 1966 : Jeannie de mes rêves (I Dream of Jeannie) : 2 épisodes
- 1966-1967 : Première série Max la Menace (Get Smart)
  - Saison 1, épisode 19 Cherchez le chercheur (Back to the Old Drawing Board, 1966) de Bruce Bilson
  - Saison 3, épisode 8 Max et compagnie (When Good Fellows get together, 1967)
- 1967 : Les Arpents verts (Green Acres) : 1 épisode
- 1967-1968 : Les Monkees (The Monkees) : 2 épisodes
- 1968 et 1969 : Les Mystères de l'Ouest (The Wild Wild West)
  - Saison 4, épisode 14 La Nuit de la Malédiction (The Night of the Spanish Curse) de Paul Stanley (1968) : 1st Elder
  - Saison 4, épisode 17 La Nuit du Trésor (The Night of the Sabatini Death), de Charles R. Rondeau (1968) : Johnny Sabatini
- 1969 : Les Bannis (The Outcasts)
  - Saison unique, épisode 25 La Longue Chevauchée (The Long Ride) de Robert Butler
- 1970 : Mannix
  - Saison 3, épisode 16 A Chance at the Roses
- 1970 : Le Grand Chaparral (The High Chaparral)
  - Saison 4, épisode 9 The Forge of Hate

## Théâtre
Pièces jouées à Broadway
- 1929 : The Father returns, adaptation de Conrad V. Norman, d'après Kiruchi Kwan
- 1935 : Symphony de Charles March